# Silvio Sérafin
Pour les articles homonymes, voir Serafin.
Silvio Sérafin est un joueur de football devenu entraîneur né le 3 avril 1938 à Algrange (Moselle) et mort le 19 février 2021 à Châtellerault (Vienne). 
C’est le frère aîné de Jean Sérafin, également joueur professionnel et entraîneur.

## Biographie
Originaire de Tucquegnieux (Meurthe-et-Moselle) dans le bassin minier lorrain, adolescent il commence à travailler comme mineur de fond en Lorraine.
Avec son frère cadet, Jean, les frères Sérafin se passionnent pour le football et se font vite repérer en tant que jeunes joueurs par les meilleurs clubs nord-est de la France comme Nancy, Metz, Reims et Valenciennes. Le bassin minier de la Lorraine, était à l’époque réputé comme étant une pépinière de jeunes talents, et de nombreux présidents des clubs professionnels faisaient régulièrement leur marché en Moselle et en Meurthe-et-Moselle.
Silvio Sérafin débute, lui, sa carrière de joueur professionnel au F.C. Nancy en 1957 à l’âge de 19 ans.
En 1961, sous contrat avec Nancy, il est prêté tout d'abord à Forbach (D2) puis à Besançon (D2).
Il revient à Nancy en 1964 après ces deux escapades. Cependant le club lorrain est dissous après sa descente en D2, il n'a donc plus de contrat et est donc libre d'aller où bon lui semble.
Il signe alors au SCO d’Angers en 1964, club évoluant en première division. Il y restera deux (courtes) années (saisons 1964-65 et 1965-66).
En 1966, il s'en va à l'AS Angoulême-Charente avec qui il signe pour 4 ans. Angoulême est alors en D2. Silvio aide le club à remonter en D1 grâce aux buts qu'il marque avec la régularité d'un métronome. C'est assurément l'âge d'or d'Angoulême à cette époque avec des joueurs tels que Phelippon, Goujon, etc. Il renouvelle son contrat à Angoulême tous les ans. Il finit par quitter Angoulême avec amertume en 1970, les instances dirigeantes du club charentais  ne veulent plus le garder (alors qu'il souhaite rester).
Il se dirige alors dans le Poitou à Châtellerault où l’équipe locale du SOC est réputée pour jouer les troubles fêtes en championnat de France amateur (CFA), devenu par  la suite troisième division et aujourd'hui appelé National. Il arrive donc sur les bords de la Vienne en tant que joueur du SO Châtellerault puis dès 1973 assiste l'entraîneur Pierre Barlaguet, avant de mettre un terme à sa carrière de football de haut niveau à la fin saison 1974-1975.
Il s’installe définitivement à Châtellerault, où il devient commerçant pendant une vingtaine d’années au sein d’un café de la ville situé rue des Cordeliers près des quais de la Vienne et du pont Henri-IV. Cependant, il ne fait pas une croix sur le football pour autant. Il entraîne et continue à jouer au niveau amateur dans divers clubs de la région poitevine dont l’US Courlay (79) où il y restera 8 ans, puis à l’US Lencloitre (86), l’US Mirebeau (86), l'ES Beaumont-Saint-Cyr (86) ou encore au CS Naintré (86)  et à l'AS Dangé-Saint-Romain (86) dans les années 80 et 90.
Il devient ensuite éducateur, s'occupant des jeunes le mercredi dans les clubs de foot de la région, en particulier au sein de l'A.C.C. (Amicale des Clubs du Châtelleraudais), notamment, qui a pour but de promouvoir le foot de haut niveau dans la région.
Retraité, il pratique le cyclotourisme et par conséquent s'adonne au vélo.
Silvio Sérafin décède le 19 février 2021 à l'hôpital Camille-Guérin de Châtellerault à l'âge de 82 ans.